# M2三腳架

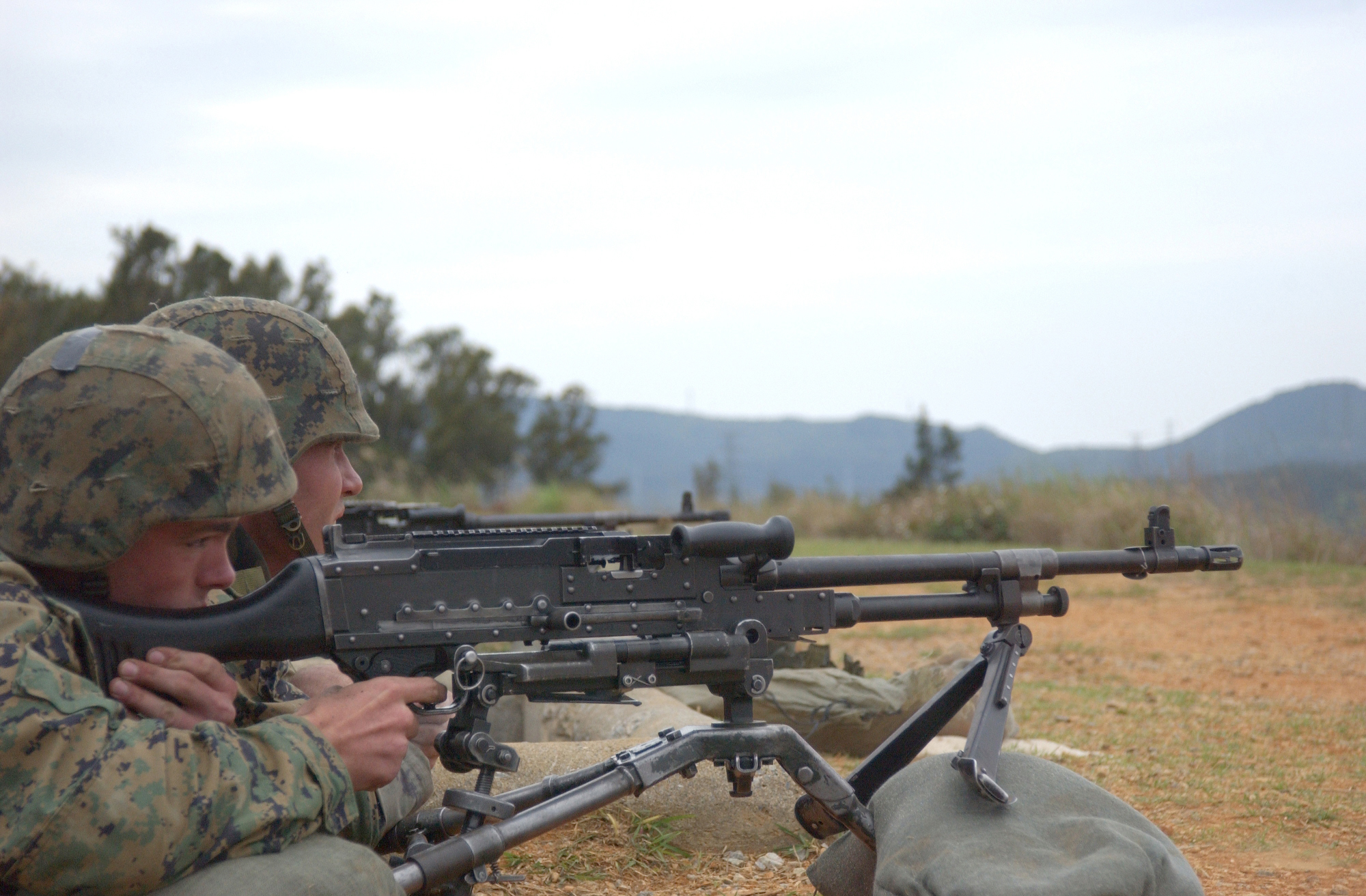
裝上M122A1腳架的M240G，日本沖繩美軍基地（漢森營）。

M2三腳架（M2 Tripod）是美國軍方為機槍而設計的三腳架，最初用於二戰中的白朗寧M1919中型機槍，戰後多次重新設計，但大至相同。近代的M2三腳架主要裝備美國陸軍及美國海軍陸戰隊的制式輕型機槍和通用機槍，其他與美國有盟友關係的國家軍隊亦有大量裝備（特別是北約國家）。
.50 BMG的白朗寧M2重機槍及Mk 19自動榴彈發射器採用放大型版本，名為M3三腳架。
現在美軍裝備的機槍如（M249，M60和M240）亦採用更新改進版的M2三腳架，名為M122和M122A1。

## 取代
M122A1開始被全新的M192輕型地面架座（M192 Lightweight Ground Mount）取代，M192輕型地面架座（輕型三腳架）在2000年後期實戰測試，M192重量為5.2公斤；而M122重量為6.4公斤。

## 資料來源
- （英文）—peosoldier.army.mil的M192介紹（PDF格式）
- （英文）—armystudyguide.com的M122介紹（页面存档备份，存于）

## 外部連結
- （英文）—armystudyguide.com的M122介紹（页面存档备份，存于）